# Juiz de Fora
Juiz de Fora (în portugheza locală pronunțat [ˈʒwiʒ dʒi ˈfɔɾɐ]), cunoscut sub numele de JF, este un oraș în statul Minas Gerais, în sud-estul Braziliei, situat la 189 km de Rio de Janeiro și 486 km distanță de São Paulo. În conformitate cu estimările din 2012, populația actuală este de aproximativ 525.225 de locuitori. Aria geografică a municipiului este de 1437 km2.

## Industrie, comerț și cultură
Juiz de Fora este al doilea cel mai important centru industrial din statul Minas Gerais, în ciuda faptului că atunci când vine vorba de numărul de locuitori, e abia pe locul patru. fiind a patra cea mai mare în termeni de populație. Se laudă cu oțelării importante și fabrici de automobile (Mercedes-Benz fiind cea mai cunoscută), alături de mai multe fabrici de textile.
Viața culturală a orașului Juiz de Fora este marcată de mare eclectism, care poate fi văzut în arhitectura sa. Clădiri Art Nouveau datând din primul deceniu al secolului 20 se găsesc printre cele în stil Art Deco de la mijlocul secolului 20, o clădire de Oscar Niemeyer și multe edificii moderne din beton.

## Temperaturi
Deși localitatea e situată aproape de latitudinile tropicale, clima este relativ blândă. Altitudinea de 700–900 m face ca vremea să fie, de obicei, mai rece și mai ploioasă decât în zonele înconjurătoare, care sunt situate mai aproape de nivelul mării. Clima din Juiz de Fora este clasificată ca aparținând climatului subtropical umed, cu două sezoane distincte, unul mai cald și ploios (octombrie - aprilie) și unul mai rece și mai uscat (mai-septembrie). Temperatura medie anuala este în jur de 19 °C, cu un maxim de 24 °C și o minimă de 15 °C.

## Demografie
Populația a fost de 238,510 locuitori în 1970, cu 7,6% din populație trăind în mediul rural. Iată însă evoluția de la primul recensământ (1872):
- 1872 – 18,800
- 1890 – 22,600
- 1920 – 118,500
- 1940 – 118,400
- 1950 – 111,300
- 1960 – 125,000
- 1970 – 238,500
- 1980 – 305,800
- 1991 – 385,100
- 1996 – 424,000
- 2000 – 456,400
- 2002 – 471,693
- 2005 – 501,153
- 2006 – 509,109
- 2007 – 513,348
- 2008 – 520,612
- 2009 – 526,706

## Oameni celebri din Juiz de Fora
- Geraldo Majella Agnelo (cardinal romano-catolic)
- Itamar Franco (fostul președinte brazilian și fostul primar al orașului)
- Fernando Gabeira (scriitor, reporter, congresman)
- Murilo Mendes (poet)
- Pedro Nava (scriitor și jurnalist)
- Giovane Gávio (fost jucător brazilian de volei)
- Fab Melo (jucător de basketball NBA)
- Natália Guimarães (Miss Brazil 2007, 1st runner up Miss Universe 2007)
- Scheila Carvalho (model, dansatoare)
- Andréia Horta (actriță)
- Lara Rodrigues (actriță)
- Ana Carolina (cântăreață)
- Strike (Brazilian pop rock band);
- Rubem Fonseca (1925 - 2020), scriitor.

## Legături externe
- Juiz de Fora - Free Travel Guide